# Joltojtik
Joltojtik är en ort i Mexiko.   Den ligger i kommunen Chamula och delstaten Chiapas, i den sydöstra delen av landet, 700 km öster om huvudstaden Mexico City. Joltojtik ligger 2 602 meter över havet och antalet invånare är 340.
Terrängen runt Joltojtik är huvudsakligen kuperad. Joltojtik ligger uppe på en höjd. Runt Joltojtik är det tätbefolkat, med 530 invånare per kvadratkilometer. Närmaste större samhälle är San Cristóbal de las Casas, 7,0 km söder om Joltojtik. Omgivningarna runt Joltojtik är en mosaik av jordbruksmark och naturlig växtlighet.